# Mean opinion score
Mean Opinion Score (MOS) is een indicatie voor de kwaliteit van een telefoongesprek uitgedrukt in een getal van 1 tot en met 5, waar 1 de slechtste kwaliteit heeft en 5 de beste.
In de praktijk wordt Mean Opinion Score gebruikt om de kwaliteit van Voice over IP gesprekken te meten. De MOS waarde wordt bepaald door de gemiddelde score van antwoorden op subjectieve vragen over de ervaren gesprekskwaliteit.